# アイドル花組おとこ組
『アイドル花組おとこ組』（アイドルはなぐみおとこぐみ）は、1986年1月8日から同年3月26日まで日本テレビ系列局で放送されていた日本テレビ製作の音楽バラエティ番組である。全12回。放送時間は毎週水曜 19:00 - 19:30 （日本標準時）。

## 概要
毎回ジャニーズ事務所所属アイドルやその他のアイドルたちをゲストに招いていた番組で、同事務所所属バンドの男闘呼組がメインを務めていた。また、前番組『ハイ!こちら音楽部』のオーディションで選ばれた女性メンバーによる「花組」と、前番組と本番組の両方で募集をかけて合格した男性メンバーによる「桜隊」がアシスタントを務めていた。桜隊・花組ともに本番組でメンバーの追加募集が行われ、最終的に桜隊は6名に、花組は10名になった。
番組は、ゲストによる歌のコーナー、会場インタビューのコーナー、視聴者からのハガキを紹介するコーナーで構成されていた。
なお、前番組も本番組もつなぎ番組（穴埋め番組）として扱われていた。

## 出演者
- 男闘呼組
- ちびっこギャング
- 桜隊
6名の一般男性（番組出演当時）。
メンバー - 鞆田紀世彦、中岡真一郎（後に「維新組」に参加）、藤井孝浩（後の泉見洋平）、西野浩一、田代秀高、赤坂武彦。
- 花組
当初は7名の一般女性だったが、後に3名追加されて10名になった。
安田満衣子（リーダー） - 当時13歳。東京都出身。『ハイ！こちら音楽部』の週間チャンピオンたちの中からグランドチャンピオンとなった人物。
- 桜隊予備軍（6名のジャニーズJr.）

## スタッフ
- プロデューサー：神戸文彦
- 演出：大垣信良

## サブタイトル
| 回 | 放送日 （1986年） | サブタイトル                           |
| -- | ----------------- | -------------------------------------- |
| 1  | 1月8日            | 小泉・桃子・寛子 少年隊で前夜祭生放送  |
| 2  | 1月15日           | 成人式だァ!? 関係ないぜ男闘呼組        |
| 3  | 1月22日           | 今夜もバク発30分！熱狂ライブだ男闘呼組 |
| 4  | 1月29日           | シブ大笑い！男闘呼組二枚目コント初挑戦 |
| 5  | 2月5日            | 桜隊スカウト 少年隊公演を中断          |
| 6  | 2月12日           | ア然！トシ怪獣に変身・全国版アホな校則 |
| 7  | 2月19日           | ドキ！純情マッチに有希子のくちびる激突 |
| 8  | 2月26日           | マッチあ然！狂乱スタジオでやっぱりH!!  |
| 9  | 3月5日            | アッコ・繁ドキリ！花組に9万坪のお嬢様  |
| 10 | 3月12日           | 過激ラブ相談！恋人は極道・ネクラ男の恋 |
| 11 | 3月19日           | ハワイ合宿速報！汗と涙の爆笑ドジ日記   |
| 12 | 3月26日           | ハワイ爆笑特別編 地獄の海外キャンプ    |

参考：『朝日新聞縮刷版』朝日新聞社、1986年1月8日 - 同年3月26日付のラジオ・テレビ欄。
| 日本テレビ系列 水曜19:00枠                            | 日本テレビ系列 水曜19:00枠                            | 日本テレビ系列 水曜19:00枠                                               |
| 前番組                                                | 番組名                                                | 次番組                                                                   |
| ----------------------------------------------------- | ----------------------------------------------------- | ------------------------------------------------------------------------ |
| ハイ!こちら音楽部 （1985年10月16日 - 1985年12月25日） | アイドル花組おとこ組 （1986年1月8日 - 1986年3月26日） | 笑って許して!! （1986年4月23日 - 1986年9月17日） 【火曜19:00枠から移動】 |